# Bradford Bulls RLFC
El Bradford Bulls Rugby League Football Club (o Bradford Bulls RLFC) és un club de rugbi lliga anglès de la ciutat de Bradford, West Yorkshire.

## Història
L'original Bradford Football Club va ser fundat el 1863 i jugà a rugbi afiliat a la Rugby Football Union. S'establí a Park Avenue el 1880 i el seu primer gran èxit fou el triomf a la Yorkshire Cup el 1884.
L'any 1895 fou un dels clubs que se separà de la Rugby Football Union i que crearen la Northern Rugby Union, més tard Rugby Football League. El club assolí èxits guanyant la Challenge Cup el 1905-06 i la Yorkshire Cup el 1906-07.
Un altre club local, el Manningham FC fou persuadit per deixar la rugbi lliga i unir-se a la de futbol, fet que es realitzà el 1903, naixent el Bradford City AFC. L'èxit d'aquest club portà al Bradford FC a seguir les seves passes i a afiliar-se a la lliga de futbol el 1907, esdevenint Bradford Park Avenue.
La plaça de l'antic Bradford FC fou ocupada per un nou club que s'anomenà Bradford Northern. El club assolí grans èxits als anys 40, però acabà desapareixent el 10 de desembre de 1963. El club tornà a néixer el 14 d'abril de 1964. Als anys 90 adoptà el nom de Bradford Bulls.

## Palmarès
- World Club Challenge (3): 2002, 2004, 2006
- Superlliga europea de rugbi a 13 (4): 1997, 2001, 2003, 2005
- Campionat britànic de rugbi a 13 (2): 1979-80, 1980-81
- Challenge Cup (5): 1944, 1947, 1949, 2000, 2003

## Equip del Segle
Anunciat al diari Bradford's T&A el 31 d'agost de 2007 :Bradford Bulls Equip del Segle
Entrenador
- 00 Brian Noble

Kit man
- 00 Fred Robinson